# Cmentarz wojenny nr 24 – Jasło
Cmentarz wojenny nr 24 – Jasło – austriacki cmentarz z I wojny światowej, zaprojektowany przez Johanna Jägera. Jeden z ponad 400 zachodniogalicyjskich cmentarzy wojennych zbudowanych przez Oddział Grobów Wojennych C. i K. Komendantury Wojskowej w Krakowie.
Jest to kwatera na cmentarzu żydowskim w Jaśle.
Na cmentarzu pochowano prawdopodobnie 11 żołnierzy wyznania mojżeszowego:
- 5 Rosjan,
- 6 Austriaków.

Cmentarz został zniszczony przez hitlerowców w czasie okupacji, nie można ustalić położenia mogił.